# Ashik Kerib (film)
Ashik Kerib (în georgiană აშიკ-ქერიბი, în rusă Ашик-Кериб, transliterat: Așik-Kerib) este un film din 1988 regizat de Serghei Paradjanov.
Filmul prezintă povestea unui rapsod turc, inspirată din creația literară a unui poet rus. Actorii au interpretat rolurile în limba azeră, iar vocile lor au fost dublate ulterior în georgiană.

## Distribuție
- Iuri Mgoian — Așik-Kerib[8]
- Sofiko Ciaureli — mama Magoul-Megeri[8]
- Ramaz Cihikvadze — Ali-aga[8]
- Konstantin Stepankov — profesorul[8] (menționat Konstantin Adamov)
- Baia Dvalișvili — sora[8]
- Milena Țhovreba-Agranovici — mireasa[8]
- Veronika Metonidze[8]
- David Abașidze[8]
- Tamaz Vașakidze[8]
- David Dovlatian[8]
- Nodar Dugladze[8]
- Levan Natroșvili[8]
- Gheorghi Ovakimian[8]
- Slava Stepanian[8]

### Dublaj de voce
- Alim Kasimov — Așik-Kerib[8]
- Zurab Kipșidze — naratorul textului în limba rusă[8]

## Lansare
A fost lansat în anul 1989 și a avut parte de un succes comercial modest, fiind vizionat de 500.000 de spectatori în cinematografele din Uniunea Sovietică.